# Bandeira de Komi
A Bandeira de Komi é um dos símbolos oficiais da República Autônoma dos Komi, uma subdivisão da Federação Russa. Foi adotada em 27 de novembro de 1991.

## Descrição
Seu desenho consiste em um retângulo com proporção largura-comprimento de 2:3 dividido em três faixas horizontais de mesma altura nas cores azul, verde e branco, do topo para baixo, respectivamente. 

## Simbologia
De uma forma geral, as cores da bandeira representam a geografia da região:
- O azul representa o esplendor e grandeza do céu ártico;
- O verde a paisagem da taiga;
- O branco representa a neve, a pureza, a austeridade e a simplicidade. De acordo com uma diferente interpretação, o branco representa a igualdade e união das pessoas e culturas que vivem em Komi.

A bandeira de Komi segue um padrão muito comum nas bandeiras das regiões que compreendem a Sibéria, ou seja usam as cores branca, azul e verde.